# Shōhei Ogura
Shōhei Ogura (jap. 小椋 祥平 Ogura Shōhei; ur. 8 września 1985) – japoński piłkarz występujący na pozycji pomocnika. Obecnie występuje w Ventforet Kofu.

## Kariera klubowa
Od 2004 roku występował w klubach Mito HollyHock, Yokohama F. Marinos, Gamba Osaka, Montedio Yamagata i Ventforet Kofu.